# Galbella albanensis
Galbella albanensis es una especie de escarabajo del género Galbella, familia Buprestidae. Fue descrita científicamente por Bellamy in Bellamy & Holm en 1986.